# Madeleine Pelletier
Madeleine Pelletier (18 de mayo de 1874-29 de diciembre de 1939) fue una psiquiatra y activista francesa.

## Biografía

### Primeros años
Pelletier originalmente cursó estudios de antropología, especialmente sobre la relación entre la neurociencia e inteligencia junto a Charles Letourneau y Léonce Manouvrier. Cuando abandonó los estudios de antropología, atacó el concepto del tamaño del cráneo como un determinante de la inteligencia. Madeleine decidió decantarse por la psiquiatría. En 1906, se convirtió en la primera mujer francesa en presentar el examen para el estudio de la psiquiatría. También fue la primera mujer que trabajó como interna en un hospital psiquiátrico.

### Activismo
Aparte de su vida profesional, Pelletier se desempeñaba como una activista emprendedora. En su adolescencia, Pelletier lideró grupos anarquistas y feministas. En el año 1900, Pelletier estaba involucrada en el feminismo y el activismo de manera intensa. En 1906, se convirtió en secretaria de la organización La Solidarité des femmes (Solidaridad Femenina), y logró establecerla como una de las organizaciones más radicales de la época. En 1908 fue la representante del grupo en las demostraciones del voto de la mujer en Hyde Park. A raíz de este suceso publicó el escrito La suffragiste ("La sufragista").
Durante este periodo, en 1905, ayudó a fundar el Partido Socialista Francés, representándolo en los congresos internacionales. Trabajó para la Cruz Roja durante la Primera Guerra Mundial, atendiendo heridos de ambos bandos.
Viajó ilegalmente a la Unión Soviética en 1921, experiencia que la llevó a escribir Mon voyage aventureux en Russie communiste ("Mi viaje a la Rusia Comunista"), publicado inicialmente en La Voix de la Femme ("La voz de la mujer") a finales del año 1921. Se unió al Partido Comunista Francés desde su creación, abandonándolo en 1926. A raíz de su ruptura con el comunismo, decidió acoger el anarquismo.

### Textos
Escribió gran cantidad de material acerca de los derechos de la mujer. Algunas de sus publicaciones más famosas incluyen La femme en lutte pour ses droits ("Mujeres peleando por sus derechos") (1908), Idéologie d'hier: Dieu, la morale, la patrie ("Ideología del ayer: Dios, Morales, la Patria") (1910), L'émancipation sexuelle de la femme ("Emancipación sexual de la mujer") (1911), Le Droit à l'avortement ("El derecho al aborto") (1913) y L'éducation féministe des filles ("Educación femenina en las niñas") (1914).

### Algunas publicaciones
71 textos de Madeleine Pelletier, texto integral.
- L’admission des femmes dans la Franc-maçonnerie, 1905.

- L'idéal maçonnique, L'Acacia, marzo 1906.

- La femme en lutte pour ses droits, Giard & Brière, 1908

- La prétendue infériorité psychophysiologique des femmes, La Revue socialiste, enero 1908.

- La question du vote des femmes, 1909.

- Idéologie d'hier: Dieu, la morale, la patrie, 1910

- L'émancipation sexuelle de la femme, Giard et Brière, 1911

- Philosophie sociale, les opinions, les partis, les classes, Giard et Brière, 1912.

- Justice sociale, Giard & Brière, 1913.

- Le Droit à l'avortement, Éditions du Malthusien, 1913

- L'éducation féministe des filles, Giard & Brière, 1914

- Dieu, la morale, la patrie, Giard, 1916.

- In anima vili ou un crime scientifique, L’Idée libre, 1920.

- Mon voyage aventureux en Russie communiste, Giard, 1922.

- Supérieur, drame des classes sociales en cinq actes, Lorulot, 1923.

- La morale et la loi, 1926.

- De la prostitution, L'Anarchie, La Publication mensuelle, noviembre 1928.

- Capitalisme et communisme, Nice, 1926.

- L’État éducateur, 1931.

- La guerre est-elle naturelle ? Le droit au travail pour la femme, La Brochure mensuelle, 1931.

- Une vie nouvelle, 1932.

- La femme vierge (autobiografía) París, 1933.

- La rationalisation sexuelle, París, 1935.

### Últimos años
Pelletier practicaba abortos abiertamente, por lo que se le arrestó en 1939. Luego fue internada en un asilo, donde su salud mental empezó a deteriorarse. Murió antes de cumplir un año en dicho establecimiento.